# Mercedes-Benz C 200
Mercedes-Benz C 200 - автомобілі, що виробляються компанією Mercedes-Benz з 1993 року. Виготовляються у таких кузовах - седан, купе, універсал, кабріолет. Існують такі покоління цієї моделі:
- Mercedes-Benz C (W202) (1993-1997);
- Mercedes-Benz C (T202) (1996-1997);
- Mercedes-Benz C (W202) (1997-2001);
- Mercedes-Benz C (T202) (1997-2001);
- Mercedes-Benz C (W203) (2000-2004);
- Mercedes-Benz C (C203) (2000-2004);
- Mercedes-Benz C (T203) (2001-2004);
- Mercedes-Benz C (T203) (2004-2007);
- Mercedes-Benz C (W203) (2004-2007);
- Mercedes-Benz C (C203) (2004-2007);
- Mercedes-Benz C (W204) (2007-2011);
- Mercedes-Benz C (T204) (2007-2011);
- Mercedes-Benz C (W204) (2011-2014);
- Mercedes-Benz C (T204) (2011-н.ч.);
- Mercedes-Benz C (W205) (2014-н.ч.).

## Опис
Mercedes-Benz C 200 має 2.0-літровий 4-циліндровий двигун на 184 к.с., працює в парі з 6-ступінчастою МКПП, розганяється за 7.5 с., витрачаючи 5.7 л/100км у змішаному циклі. Доповнивши автомобіль 7-ступінчастою АКПП «7G-Tronic Plus», автомобіль вже розганяється за 7.3 с., а витрати пального – 5.6 л/100км у змішаному циклі. Універсал з МКПП розганяється за 7.7 с. Витрата пального перебуває на рівні 5.8 л/100км у змішаному циклі. З АКПП він розженеться за 7.5 с., а витратить 5.9 л/100км у змішаному циклі. Продуктивне купе, доповнене МКПП, розганяється за 7.7 с. Витрата пального становить 5.9 л/100км у змішаному циклі. З АКПП витрата у автомобіля не зміниться, а от розгін буде за 7.3 с. Привід у всіх автомобілів на задні колеса. 

## Безпека
У 2014 році тестувалися автомобілі Mercedes-Benz C200 за ANCAP (Австралійська Програма Оцінки Нових Автомобілів) і отримали 5-зірковий рейтинг.

## Огляд моделі

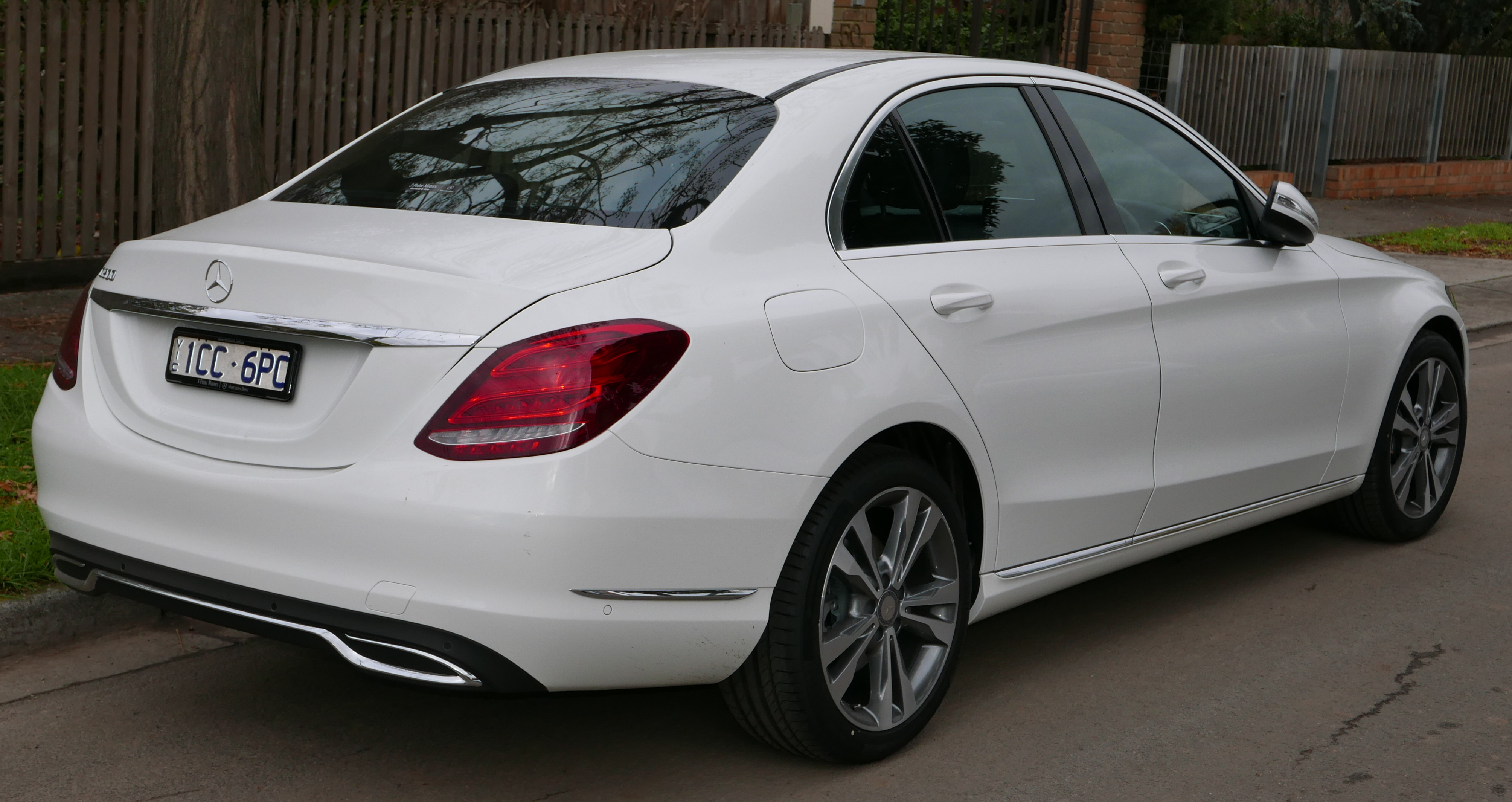
Mercedes-Benz C 200 (W 205) sedan back (2014-н.ч.)
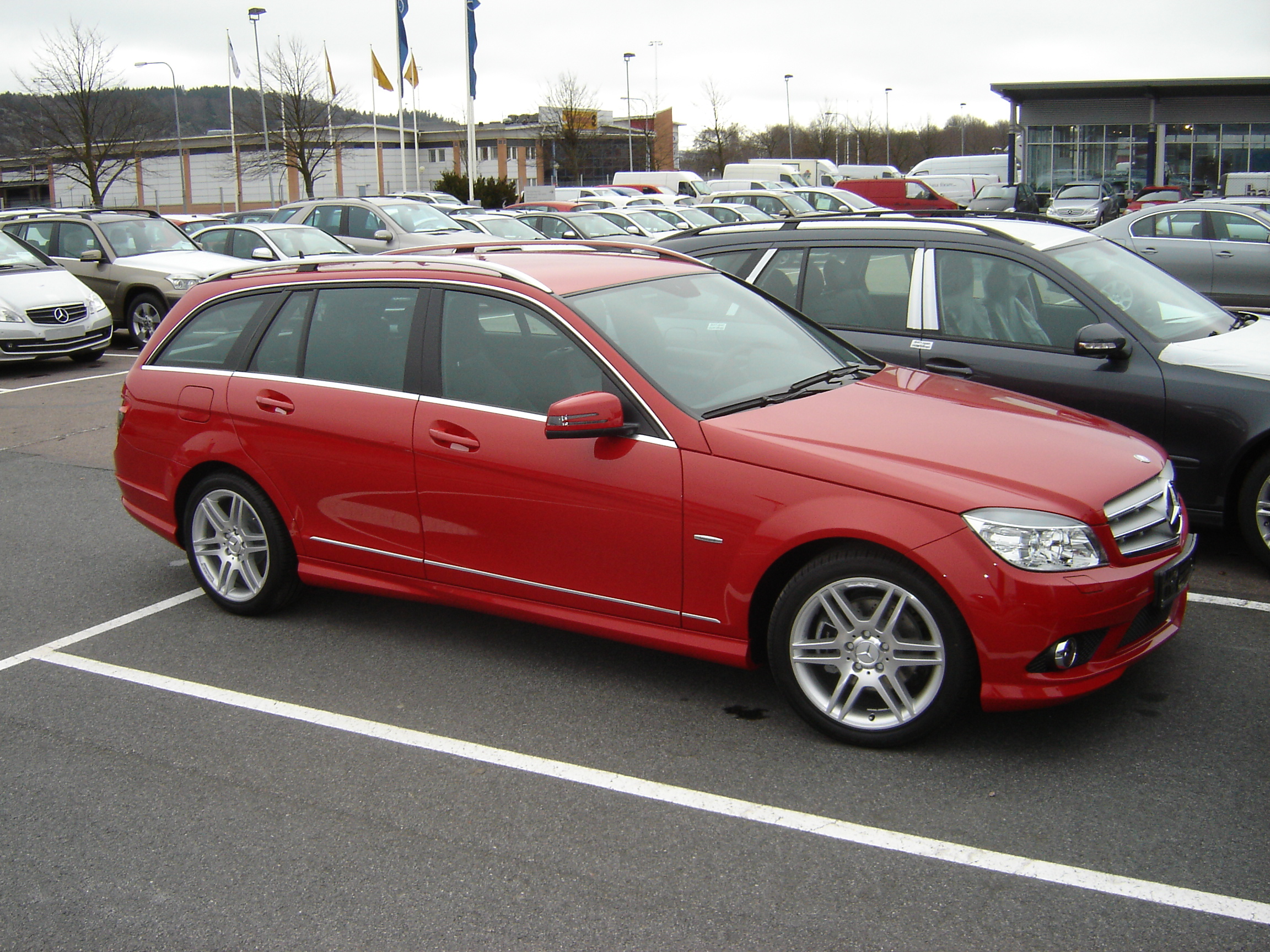
Mercedes-Benz C 200 Kompressor (універсал) (2007-2011)
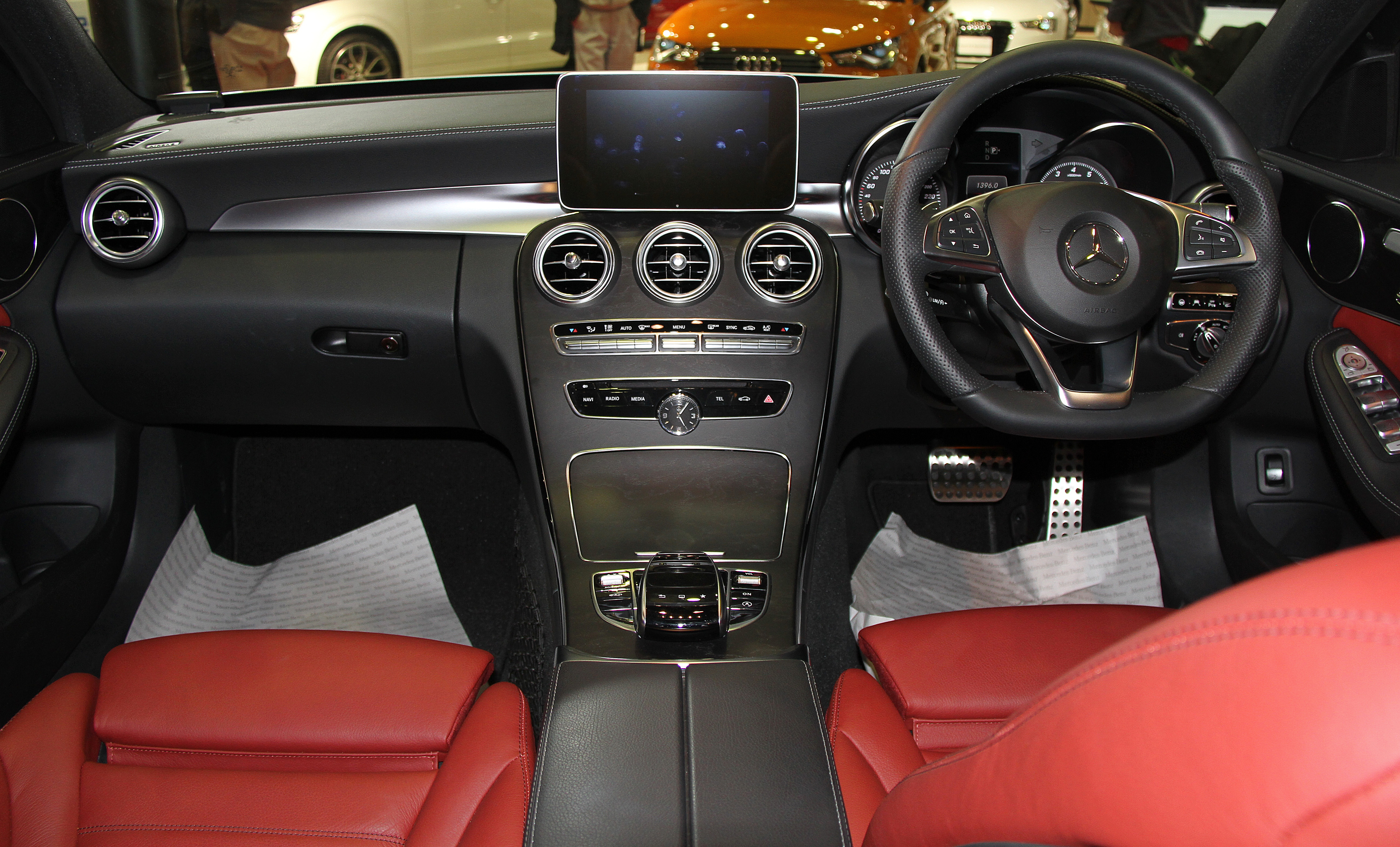
Mercedes-Benz C200 W205 Avantgarde interior (2015-н.ч.)